# Plašišče
Plašišče (nemško Plaschischen) je naselje v Občini Hodiše v Okraju Celovec-dežela na Koroškem v Avstriji.